# Linton (North Dakota)
Linton is een plaats (city) in de Amerikaanse staat North Dakota, en valt bestuurlijk gezien onder Emmons County.

## Demografie
Bij de volkstelling in 2000 werd het aantal inwoners vastgesteld op 1321.
In 2006 is het aantal inwoners door het United States Census Bureau geschat op 1097, een daling van 224 (-17,0%).

## Geografie
Volgens het United States Census Bureau beslaat de plaats een oppervlakte van
1,9 km², geheel bestaande uit land. Linton ligt op ongeveer 524 m boven zeeniveau.

## Plaatsen in de nabije omgeving
De onderstaande figuur toont nabijgelegen plaatsen in een straal van 36 km rond Linton.